# George Hicks
George Hicks, född 1879, död 19 juli 1954, var en brittisk fackföreningsman och politiker.
George Hicks var en av byggnadsarbetarnas främsta förtroendemän. Han var ledamot av underhuset från 1931 och var parlamentssekreterare till arbetsministern 1940–1945. Hicks var medlem av Internationella fackföreningsfederationens generalråd.